# Robert Cailliau
Robert Cailliau (26 de enero de 1947) es un ingeniero industrial de la Universidad belga de Gante y máster en Ciencias de la Computación por la Universidad de Míchigan (EE. UU.), es uno de los creadores del World Wide Web junto con Tim Berners-Lee. 
Al finalizar sus estudios y volver a Europa en 1974 entró en el Consejo Europeo para la Investigación Nuclear (CERN) y empezó a trabajar como jefe de la división Protón Synchroton (PS) trabajando en el sistema de control del acelerador.  
Es allí en el CERN donde en 1990 el físico Tim Berners-Lee y el propio Cailliau propusieron un sistema de hipertexto de acceso a la documentación del CERN y crearon la semilla del World Wide Web tal como lo conocemos hoy en día.
En 1993, en colaboración con la asociación Fraunhofer Gesellschaft, Cailliau empezó el primer proyecto "basado en web" de diseminación de información para la Comisión Europea. En diciembre de 1993 convocó la primera conferencia internacional sobre WWW celebrada en el CERN en mayo del año siguiente. Aquella conferencia se celebra anualmente desde entonces.
Después de haber ayudado a transferir el desarrollo de la web del CERN al W3C, dedicó su tiempo a las comunicaciones públicas. Finalmente Robert Cailliau dejó el CERN en 2005, donde llevaba más de 25 años desarrollando sistemas de control, sistemas de interfaz de usuario, procesadores de texto, hipertextos, etc.

## La World Wide Web
Berners-Lee concibió la idea de un proyecto de hipertexto global. Se le ocurrió que podía adaptar un programa que había creado para su uso particular, el ENQUIRE, a las necesidades del CERN disponiendo de un sistema para acceder a la enorme y diversa cantidad de información que había en sus sistemas informáticos. Se trataba de un sistema de hipertexto para compartir información basado en Internet. Dicho sistema permitía incorporar multimedia e hipertextos en Internet, almacenando piezas de información y enlazándolas entre ellas. 
Enquire se ejecutaba en un entorno multiusuario y permitía acceder a varias personas a los mismos datos. En 1989 Berners-Lee entregó su propuesta a varios científicos del CERN pero no obtuvo respuesta. Fue Robert Cailliau quien acudió en su ayuda.
Una de las personas que creyó en el proyecto desde que nació fue el científico belga. Reescribió la propuesta de Berners-Lee en términos que a él le pareció que tendrían más efecto y buscó ayudantes estudiantes y becarios, dinero, máquinas y espacio en oficinas para poder trabajar.
En septiembre de 1990 recibieron el visto bueno y los dos comenzaron a escribir el nuevo sistema de hipertexto, dando origen a la Web como hoy la conocemos.

## Premios
- Premio ACM Software System (con Tim Berners-Lee), 1995

- Premio Plantijn Antwerpen, 1995

- Dr. honoris causa en la Universidad de Southern Cross, 1999

- Dr. honoris causa en la Universidad de Gent, 2000

- Medalla de reconocimiento de la ciudad de Ginebra (Médaille "Genève Reconnaissante") (con Tim Berners-Lee), 2001

- Commandeur en el orden del Rey Leopoldo de Bélgica, 2004

## Trabajos
- How the Web Was Born: The Story of the World Wide Web, James Gillies, Robert Cailliau (Oxford Paperbacks, 2000) ISBN 0-19-286207-3